# Ourfare-Djouma
Ourfare-Djouma est une commune située dans le département de Bani, dans la province de Séno, région du Sahel, au Burkina Faso.